# Selezioni giovanili della nazionale femminile di pallavolo della Repubblica Democratica Tedesca
Le selezioni giovanili della nazionale femminile di pallavolo della Repubblica Democratica Tedesca, attive fino al 1990, sono state gestite dalla federazione pallavolistica della Germania dell'Est (DVV) e hanno partecipato ai tornei pallavolistici internazionali per squadre nazionali femminili limitatamente a specifiche classi d'età.

## Under-19
La selezione nazionale Under-19 rappresentava la Repubblica Democratica Tedesca nelle competizioni internazionali dove il limite di età è di 19 anni.
| Campionato europeo | Campionato europeo |
| Edizione           | Piazzamento        |
| ------------------ | ------------------ |
| 1966               | 2º posto           |
| 1969               | 5º posto           |
| 1971               | non qualificata    |
| 1973               | 9º posto           |
| 1975               | 3º posto           |
| 1977               | 3º posto           |
| 1979               | 2º posto           |
| 1982               | 4º posto           |
| 1984               | 5º posto           |
| 1986               | 2º posto           |
| 1988               | 5º posto           |
| 1990               | 9º posto           |

## Under-18
La selezione nazionale Under-18 rappresentava la Repubblica Democratica Tedesca nelle competizioni internazionali dove il limite di età è di 18 anni.
Non ha mai preso parte ad alcun torneo ufficiale.